# Diocèse d'Izcalli
Le diocèse d'Izcalli (en latin : Dioecesis Izcalliensis ; en espagnol : Diócesis de Izcalli) est un diocèse de l'Église catholique du Mexique, suffragant de l'archidiocèse de Tlalnepantla.

## Territoire
Il comprend les municipalités de Cuautitlán Izcalli, Nicolás Romero et Tepotzotlán de l'État de Mexico ce qui correspond à un territoire d'une superficie de 532 km2 divisé en 37 paroisses.
Le siège épiscopal est dans la ville de Cuautitlán Izcalli où se trouve la cathédrale Notre-Dame-de-l'Annonciation.

## Historique
Le diocèse est érigé le 9 juin 2014 par la constitution apostolique Christi voluntate du pape François en prenant une partie du territoire du diocèse de Cuautitlán. Il est nommé suffragant de l'archidiocèse de Tlalnepantla.

## Évêque
- Francisco González Ramos, depuis le 9 juin 2014